# Lista de atletas mortos durante os Jogos Olímpicos
Este artigo traz uma Lista de atletas mortos durante os Jogos Olímpicos (de Verão, ou de Inverno), seja durante a competição, seja se preparando para tal.

## Em competição
- Francisco Lázaro
- Knud Enemark Jensen

## Durante os treinamentos ou após competir
| Jogos            | Atleta                   | Idade   | Modalidade Esportiva                          | Causa Mortis | Ref.  |
| ---------------- | ------------------------ | ------- | --------------------------------------------- | --- | ----- |
| Berlim 1936      | Nicolae Berechet         | 20 anos | Boxe                                          | | [ 1 ] |
| Londres 1948     | Eliška Misáková          | 22 anos | Ginástica                                     | Diagnosticada com polio, morreu no ultimo dia de competições, quando sua equipe conquistava a medalha de ouro.        | [ 2 ] |
| Melbourne 1956   | Arrigo Menicocci         | Remo    | Remo                                          | Morreu num acidente de carro durante os jogos, mas após competir 5 dias antes.                                        |       |
| Innsbruck 1964   | Ross Milne               | 17 anos | Esquiador (Downhill Skiing)                   | Durante o treinamento, perdeu o controle em uma descida e não resistiu após se chocar contra uma árvore.              | [ 3 ] |
| Innsbruck 1964   | Kazimierz Kay-Skrzypecki | 53 anos | Luge                                          | acidente durante o treinamento                                                                                        | [ 4 ] |
| Albertville 1992 | Nicolas Bochatay         | 27 anos | esqui de velocidade (modalidade de exibição ) | Colidiu com uma máquina usada para preparar a neve que estava estacionada perto da pista enquanto fazia o treinamento | [ 5 ] |
| Vancouver 2010   | Nodar Kumaritashvili     | 21 anos | Luge                                          | morreu após colidir violentamente contra uma pilastra enquanto treinava                                               | [ 6 ] |

### Casos que não envolveram atletas
- Calgary 1988 - o médico da delegação austríaca Jörg Oberhammer faleceu ao ser atropelado por uma máquina que condicionava a pista de neve. Aos 47 anos, ele estava esquiando quando perdeu o controle e colidiu com o veículo.[7]
- Londres 2012 - Um onibus especial que levava jornalistas para o centro de mídia envolveu-se num acidente que matou um ciclista.[8]
- Rio de Janeiro 2016 - Stefan Henze, integrante da delegação alemã de canoagem, faleceu[9] vítima de um acidente[10] de trânsito durante as olimpíadas de 2016 sediada no Rio de Janeiro.
- Paris 2024 - Lionel Elika Fatupaito, o técnico da equipe de boxe de Samoa, morreu na Vila Olímpica na capital francesa, aos 60 anos, depois de ter sofrido uma parada cardíaca.[11]

## Outros casos

### Massacre de Munique
Durante o Massacre de Munique, 11 israelenses, ente os quais atletas, treinadores e juízes, foram assassinados. São eles:
- Mark Slavin, 18 anos, Luta Greco-romana
- Eliezer Halfin, 24anos, Luta Greco-romana
- David Mark Berger, 28 anos, Levantamento de Peso
- Ze'ev Friedman, 28 anos, Levantamento de Peso
- Yossef Romano, 31 anos, Levantamento de Peso
- Andre Spitzer, 27 anos, Esgrima (treinador)
- Moshe Weinberg, 33 anos, Luta Greco-romana (treinador)
- Amitzur Shapira, 40 anos, Provas de pista do Atletismo (treinador)
- Yossef Gutfreund, 40 anos, Luta Greco-romana (juíz)
- Yakov Springer, 51 anos, Levantamento de Peso judge
- Kehat Shorr, 53 anos, Tiro (treinador)

### Bombardeio em Atlanta -1996
Durante os Jogos Olímpicos de Atlanta-1996 houve um bombardeio no Centennial Park em 27 de julho. O atentado ocorreu durante um show e matou a espectadora Alice Hawthorne e deixou outros 111 feridos, além de causar a morte de Melih Uzunyol por ataque cardíaco.

## Jogos Paralímpicos
A primeira - e por enquanto única - morte de um atleta durante os Jogos Paralímpicos ocorreu em 2016, com o iraniano Bahman Golbarnejhad. O paraciclista morreu enquanto competia durante os Jogos Paralímpicos do Rio-2016.